# Lijst van burgemeesters van Linne
Dit is een lijst van burgemeesters van de voormalige Nederlandse gemeente Linne tot die gemeente op 1 januari 1991 opging in de gemeente Maasbracht.
| Ambtsperiode | Naam burgemeester          | Partij of stroming | Bijzonderheden                                                    |
| ------------ | -------------------------- | ------------------ | ----------------------------------------------------------------- |
| 18?? - 18??  | J. de Maas                 |                    |                                                                   |
| 18?? - 1848  | R. Sampers                 |                    |                                                                   |
| 1848 - 1856? | H. van Buggenum            |                    |                                                                   |
| 1856 - 1864  | G. Janssens                |                    |                                                                   |
| 1864 - 1868? | J. Sampers                 |                    |                                                                   |
| 1868 - 1906  | J.H. Meuwissen             |                    |                                                                   |
| 1906 - 1920  | Ernest (E.J.M.R.) Janssens |                    |                                                                   |
| 1920 - 1946  | J.H. van Geldrop           |                    | tevens burgemeester van Beegden (1922-1946) en Herten (1923-1946) |
| 1944 - 1945  | W.K.N. Koenen              |                    | waarnemend                                                        |
| 1945 - 1946  | J.J.H. Puts                |                    | waarnemend                                                        |
| 1947 - 1967  | P.J. Jacobs                |                    | Tevens burgemeester van Herten                                    |
| 1967 - 1991  | Louis (L.W.M.) Douven      | KVP / CDA          | tevens burgemeester van Wessem (1970-1991)                        |